# Michèle Monty
Michèle Monty, de son vrai nom Micheline Marie Cécile Larrère est une actrice de cinéma, comédienne de théâtre et poétesse française née le 20 juin 1931 à Vittel et morte le 11 décembre 1993 à Paris. Elle rencontre d'abord le succès au théâtre de la Michodière en 1950 dans la pièce Bobosse d'André Roussin pour ses rôles d'Anne-Marie et de Gilberte, puis joue dans plusieurs longs métrages durant les années 1950 parmi lesquels Olivia et Capitaine Pantoufle.

## Biographie
Née à Vittel dans une famille modeste, son père est menuisier. Elle suit ses parents à Paris et grandit dans le quartier du Faubourg Saint-Antoine, d'où elle garde une gouaille joyeuse qu'elle met à profit dans certains de ses rôles (notamment son personnage de Carmen dans Capitaine Pantoufle). Elle se produit d'abord sur scène dans des cafés-concerts parisiens en tant que "comédienne-poétesse": elle est engagée par le "Paris-sur-Scène", un cabaret du 8e arrondissement de Paris qui a vu débuter à la même époque et dans le même spectacle permanent le jeune Gilbert Bécaud . 
En 1950 André Roussin, qui l'a remarquée lors d'une de ses récitations, lui confie deux rôles dans sa pièce à succès Bobosse aux côtés de François Périer, d'abord au théâtre de la Michodière, dans plusieurs villes d'Europe (au théâtre royal du Parc à Bruxelles et au théâtre des Célestins à Lyon) puis au Brésil où la pièce est jouée durant deux mois entre août et septembre 1950. Elle joue également la même année dans des représentations de la pièce Colinette de Marcel Achard ou Am stram gram d'André Roussin avec la troupe de Jean Hébey. 
Elle fait ses débuts au cinéma l'année suivante où elle joue le rôle d'une pensionnaire dans le film Olivia de Jacqueline Audry, film qualifié de féministe qui fit scandale à sa sortie, puis dans une comédie populaire de Maurice Labro intitulée Pas de vacances pour Monsieur le Maire aux côtés notamment de Louis de Funès. La même année elle publie un recueil de poésie aux éditions Foret préfacé par André Roussin. En 1953 elle retrouve François Périer pour l'adaptation au cinéma de la pièce Capitaine Pantoufle d'Alfred Adam par Guy Lefranc où elle interprète le rôle de Carmen (rôle qu'elle avait créé au théâtre l'année précédente dans la mise en scène de Pierre Dux au théâtre Gramont) aux côtés également de Pierre Mondy et Marthe Mercadier. Elle participe en novembre de la même année à la reprise du Voyageur sans bagage de Jean Anouilh mis en scène par Georges Pitoëff au théâtre des Célestins. En 1955 elle joue le rôle de Juliette dans la comédie populaire de Jean Boyer La Madelon avec Line Renaud et Jean Richard et poursuit sa carrière théâtrale : Le Don d'Adèle de Barillet et Gredy  au théâtre de la Potinière, et l'année suivante La Gueule du Loup mise en scène par Marc-Gilbert Sauvajon au théâtre de la Porte-Saint-Martin. En 1958 elle est dans Édition de midi de Mihaïl Sebastian mis en scène par René Dupuy au théâtre Gramont. 
Durant ces années elle prête également sa voix à plusieurs enregistrements de lectures d'œuvres littéraires parmi lesquelles une adaptation de l'Odyssée d'Homère en 1956 ou la même année Lourdes : Capitale du Miracle de Robert Prot aux côtés notamment d'Alain Cuny.

## Filmographie
- 1951 : Olivia de Jacqueline Audry
- 1951 : Pas de vacances pour Monsieur le Maire de Maurice Labro
- 1953 : Capitaine Pantoufle de Guy Lefranc
- 1953 : Les Compagnes de la nuit de Ralph Habib
- 1955 : La Madelon de Jean Boyer

## Théâtre
- 1950 : Bobosse d'André Roussin
- 1950 : Colinette de Marcel Achard
- 1950 :  Am stram gram d'André Roussin
- 1952 : Many d'Alfred Adam
- 1953 : Le Voyageur sans bagage de Jean Anouilh
- 1955 : Le Don d'Adèle de Barillet et Gredy
- 1956 :  La Gueule du Loup de Stephen Wendt, mise en scène par Marc-Gilbert Sauvajon
- 1958 : Édition de midi de Mihaïl Sebastian

## Voxographie
- 1956 : L’Odyssée d’Homère adaptation de Jeanne Rollin diffusée le 4 novembre 1956[20].
- 1956 :  Lourdes : Capitale du Miracle[18] de Robert Prot
- 1960 : Le Bracelet de Vermeille[21] de Serge Dalens
- 1961 : La Bande des Ayacks[22] de Jean-Louis Foncine

## Publication
- Glanant çà et là, Éditions Foret[23](1951)